# Maisí
Maisí ist eine Stadt und ein Municipio im äußersten Osten Kubas und gehört zur Provinz Guantánamo. Der Verwaltungssitz des Municipios ist nicht Maisí, sondern der größere Ort La Máquina. Auf dem Gebiet des Municipios liegt der östlichste Punkt Kubas – der „Punta de Maisí“. In vorkolonialen Zeiten nannten die Taíno diese Stelle „Baitiquiri“. An eben dieser Stelle wurde von 1857 bis 1862 der Leuchtturm Faro de Punta de Maisí erbaut.

## Geografie
Das Municipio Maisí hat eine Gesamtfläche von 523,31 km². Es ist im Norden, Osten und Süden umgeben vom Atlantischen Ozean bzw. der Karibik. Das Municipio Baracoa bildet die nordwestliche, Imías die südwestliche Grenze.

## Verkehr
Maísí ist über eine kleine Straße zu erreichen, die im Norden und im Süden in der Passstraße La Farola und damit in der Landstraße Carretera Central mündet. Im Osten der Stadt Maisí liegt der kleine Flughafen Aeropuerto Alfredo Noa Díaz.